# Johann Lang (Attentäter)
Johann Lang (* 27. Oktober 1982 in Hutthurm im Ilztal; † 26. November 2004 bei Auretzdorf, Niederbayern) war ein deutscher Attentäter. Er wurde 2004 mit neun an Politiker und Beamte gerichteten Briefbomben als der Briefbombenattentäter von Hutthurm bekannt.

## Leben
Lang wuchs in dem Weiler Ramling bei Hutthurm in Niederbayern auf. Dort besuchte er die Hauptschule. Im Alter von 14 Jahren erlebte er, wie seine Mutter nach einem Verkehrsunfall an einem Herzanfall verstarb. Nach Abschluss der Schule 1997 fand Lang keine Lehrstelle und lebte zurückgezogen bei seinem Vater und seiner Tante. Erst mit dem Zivildienst nahm er eine Tätigkeit im Pflegeheim der Gemeinde auf.
Bei einer Einbruchserie im Winter 2002 in Schulen und Kindergärten in Hutthurm stellte die Polizei an einem zurückgelassenen blutigen Handschuh DNA-Spuren fest. Die Einbrüche blieben unaufgeklärt, die genetischen Spuren konnten Lang erst nach seinem Tod zugeschrieben werden.
Ab Anfang April 2004 begann Lang, insgesamt neun Briefbomben an Politiker und hohe Beamte in Niederbayern, München und Würzburg zu senden.
Die ersten Adressaten waren am 6. April der Passauer Landrat Hanns Dorfner (CSU) und eine Woche später, am 15. April, der Oberbürgermeister von Passau Albert Zankl (CSU).
Am 29. Juni ging eine Briefbombe bei der Deggendorfer Bundestagsabgeordneten Brunhilde Irber (SPD) ein und am 10. August beim Landrat des Landkreises Dingolfing-Landau Heinrich Trapp (SPD).
Am 30. August wurde erstmals jemand durch Langs Sprengsätze verletzt, als ein an den Regener Landrat Heinz Wölfl (CSU) adressierter Brief beim Öffnen dessen Sekretärin durch eine Stichflamme leicht an der Stirn verletzte.
Gleichzeitig wurde ein Sprengsatz, der an den Straubinger Oberbürgermeister Reinhold Perlak (SPD) gerichtet war, sichergestellt.
Auch ein Sprengsatz, der am 12. Oktober im polnischen Generalkonsulat in München einging, wurde von der Polizei entschärft.
Seine beiden letzten Sprengsätze gingen am 10. November 2004 beim unterfränkischen Regierungspräsidenten Paul Beinhofer und dem Präsidenten der Oberfinanzdirektion München Ulrich Exler ein, ohne zu explodieren.
Als die bayerische Kriminalpolizei an einer dieser Briefbomben Hautpartikel fand, die sie der Einbruchserie aus dem Jahr 2002 zuordnen konnte, begann sie, in Hutthurm einen der größten Massengentests in der bayerischen Kriminalgeschichte zu organisieren. Bei einem ersten Test konzentrierte sie sich auf Männer der Altersgruppe zwischen 40 und 60 Jahren, in denen nach Angaben der Fallanalytiker der Attentäter zu vermuten sei. Als dieser Test keine Ergebnisse brachte, dehnte die Polizei die Gruppe der Verdächtigen auf Männer im Alter von 17 bis 70 aus und lud ab dem 26. November 2004 mehr als 2300 Männer in die örtliche Turnhalle zur Abgabe einer Speichelprobe. Auch Lang war vorgeladen. Kurz nachdem der Test begonnen hatte, sprengte sich Lang auf einer Wiese bei Auretzdorf (Gemeinde Hutthurm) mit einer selbstgebastelten, um den Bauch gebundenen Bombe in die Luft.

## Andere Täter
Weitere Attentäter mit ähnlicher Vorgehensweise waren Franz Fuchs und Theodore Kaczynski.